# Santo Niño Jesús de los Afligidos
El Santo Niño Jesús de los Afligidos es una pequeña imagen de madera que representa a Jesús en su infancia. Es venerado en el Real Santuario del Santísimo Cristo de La Laguna en la ciudad de San Cristóbal de La Laguna en la isla de Tenerife (Canarias, España). 

## Características
Se trata de una talla de vestir en madera policromada, obra anónima del primer tercio del siglo XVIII aproximadamente. La escultura nos muestra un Divino Niño sentado en trono de madera tallada en actitud de bendecir, es una pieza barroca en la que destaca la parte de la cabeza trabajada con esmero y delicadeza. Se pueden observar rasgos que preludian el rococó. La imagen llegó a la ciudad en 1732, procedente de Génova (Italia). Fue una imagen que tuvo antaño una gran devoción en la ciudad, devoción que aún conserva.
Esta devoción se encuadra dentro de las advocaciones del Niño Jesús, entre los que también se encuentran; el Santo Niño Jesús de Praga en la República Checa, el Santo Niño de Atocha en España y América Latina, el Santo Niño de Cebú en Filipinas y el Santo Bambino de Aracoeli en Roma, entre otros.

## Historia
Nicolás Saviñón, uno de los hombres más ilustres de la ciudad de La Laguna durante los siglos XVIII y XIX, hizo traer esta imagen del Niño Jesús desde la ciudad de Génova, para colocarla en el altar de San Nicolás de Bari del Santuario del Cristo. La escultura fue colocada dentro de una urna con pilares salomónicos sobredorados, con vidrieras por todos los lados para que pudiera verlo bien la devoción de los fieles.
La advocación "de los Afligidos" le viene del llamado "Niño Jesús Afligido de Mula" en Murcia, advocación infantil de Jesús muy venerada en aquella época en toda España. Hoy en día, su imagen se encuentra en el lateral izquierdo de la nave del Santuario, junto al altar en donde se encuentra la venerada talla del Santísimo Cristo de La Laguna.

## Festividad
Su festividad se celebra el día 5 de enero (víspera de la Epifanía). Durante este día, la imagen del Santo Niño preside sentado en su trono el altar mayor del Santuario (justo delante del retablo del Cristo) o bien se coloca delante del altar de la Inmaculada Concepción frente a la puerta de entrada al Santuario. Durante estos días, el Santo Niño es vestido con ricos mantos de terciopelo de color morado.
Ese día tiene lugar la cabalgata de los Reyes Magos por diferentes calles de la ciudad. Dicha cabalgata llega hasta el Santuario para esceníficar la entrega de los regalos de los Reyes ante el Santo Niño Jesús de los Afligidos. Esta tradición antiquísima en la ciudad fue recuperada en 2012.